# Guieldu
Guieldu es un grupo de música celta y folk progresivo originario de Asturias. 

## Historia
Fundada en octubre de 2019 en Avilés, la banda desarrolla su carrera musical con actuaciones en España y otros países de Europa.
Su primer trabajo discográfico fue el sencillo L'Aremu, editado en febrero de 2022 exclusivamente bajo distribución digital y compuesto por dos temas, L'Aremu, que le da título y Irish Fleadh. 
Han participado en el Festival Intercéltico de Sendim (Portugal), el Festival Intercéltico de Avilés y el Festival Intercéltico D'Occidente, entre otros.
En 2023 su tema L'Aremu recibe el Premio AMAS en la categoría Mejor Canción Folk de la música asturiana.
Ese mismo año Guieldu resulta finalista del prestigioso concurso Runas organizado por el Festival do Mondo Celta de Ortigueira actuando en el escenario principal.
En 2024 su tema Perdayuri, basado en el famoso poema Do Not Stand at My Grave and Weep recibe por segundo año consecutivo el  Premio AMAS en la categoría Mejor Canción Folk de la música asturiana.

## Componentes
Actualmente forman la banda:
- Héctor Aneiros (flauta, tin whistle y ocarina)
- Susana Sors (voz y guitarra acústica)
- Carmen Tomé (fiddle)
- Jorge Álvarez (bouzouki, mandolina y guitarra eléctrica)
- Pablo Santamarta (bajo eléctrico y didgeridoo)
- Laura Méndez (sintetizador)
- Rubén Cadenas (batería e instrumentos de percusión).

También fueron componentes de Guieldu, el baterista Gabriel Catalán y las violinistas Celia Nieto y Olaya Pérez.

## Estilo
La sonoridad de la banda se engloba dentro de la Música Celta, fusionando la música tradicional de los considerados países celtas con construcciones musicales y ritmos de otros géneros como la música New Age, smooth jazz, funk, rock, pop y el folk progresivo. 

## Influencias
Sus influencias musicales beben principalmente de las bandas y artistas que popularizaron el género celta en los años 1980 y años 1990. En la música de Guieldu se pueden encontrar trazos e inspiraciones de bandas como los irlandeses Clannad, Dónal Lunny y Nightnoise, los bretones Alan Stivell, Dan Ar Braz y Gwendal, los escoceses Capercaillie, la estadounidense Connie Dover, la artista canadiense Loreena McKennitt, el gallego Carlos Núñez Muñoz y el asturiano José Ángel Hevia.